# La Tribuna
La Tribuna fu un giornale quotidiano fondato a Roma nel 1883 dai deputati Alfredo Baccarini e Giuseppe Zanardelli, due tra i cinque capi della corrente della Sinistra storica detta «Pentarchia». Fu pubblicata fino al novembre 1946.

## Storia

### Dalla fondazione al 1900
Il progetto del quotidiano prese forma nell'estate del 1883. Baccarini e Zanardelli appartenevano ad una corrente minoritaria della Sinistra storica, la "pentarchia"; volevano un organo di stampa che diffondesse le idee ed i progetti della corrente di cui facevano parte. Il giornale fu fondato con un capitale di 300.000 lire, provenienti da 120 deputati liberali  del gruppo della sinistra che si opponeva al governo Depretis. Zanardelli prelevò dalla Gazzetta Piemontese due affermati giornalisti: Luigi Roux, che divenne direttore, e Attilio Luzzatto, che fu il caporedattore. Il primo numero uscì il 26 novembre 1883.
Nel 1887 la proprietà fu rilevata dal principe Maffeo Barberini Colonna di Sciarra,  che nel palazzo di famiglia (Palazzo Sciarra) allestì redazione e tipografia. Egli tramutò La Tribuna in un foglio di sole notizie, non politicamente connotato. La nuova proprietà promosse alla direzione Attilio Luzzatto. Nel 1890 uscì il supplemento settimanale La Tribuna illustrata. Negli anni seguenti La Tribuna si affermò come primo quotidiano della capitale e del centro Italia. Contribuirono al successo del giornale il largo uso del telegrafo e l'impiego di corrispondenti e inviati speciali.
Nel 1893 il quotidiano rimase coinvolto in un caso di corruzione. Il Parlamento doveva emanare una nuova legge bancaria. I tre maggiori istituti bancari nazionali pagarono giornalisti e parlamentari affinché la normativa risultasse loro favorevole. Lo scandalo fu di proporzioni tali che portò alla caduta del governo (il Giolitti I). La Tribuna impiegò alcuni anni per risollevarsi.
Nel 1895 Luzzatto iniziò a fare un giornale di carattere nazionalista, sostenendo apertamente l'impresa coloniale in Africa. Durante la campagna di stampa per la guerra d'Abissinia il quotidiano raggiunse il record di vendite, pari a 160 000 copie giornaliere. Anche il supplemento illustrato primeggiò nel suo settore.
Nel 1897 La Tribuna è il primo quotidiano italiano ad utilizzare una macchina linotype per la composizione tipografica.

Alla fine del decennio uno scandalo sconvolse l'opinione pubblica francese: il caso Dreyfus. La Tribuna seguì da vicino gli eventi. Al processo, cominciato nel 1898, La Tribuna sostenne il capitano Dreyfus ed Émile Zola, autore del famoso J'accuse. La scelta si rivelò felice e ciò accrebbe il prestigio del giornale.
Nel corso degli anni il direttore Luzzatto divenne socio di maggioranza della società editrice. Nell'anno 1900 il quotidiano raggiunse la ragguardevole tiratura di 200 000 copie, superiore anche alla media dei giornali milanesi. Il 12 maggio dello stesso anno morì Luzzatto.

### Dal 1900 al 1923

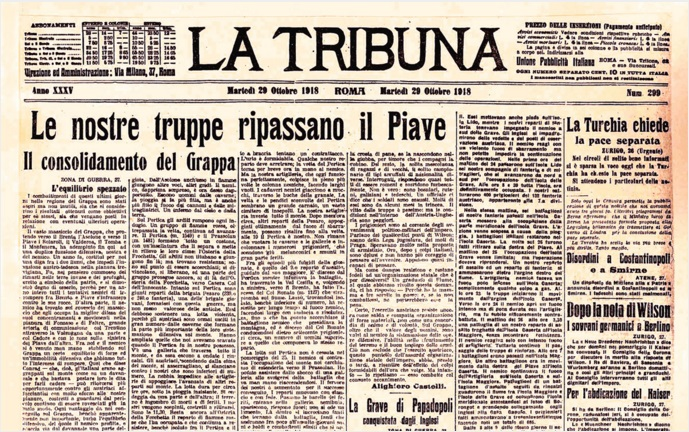
Prima pagina dellaTribuna del 20 ottobre 1918.

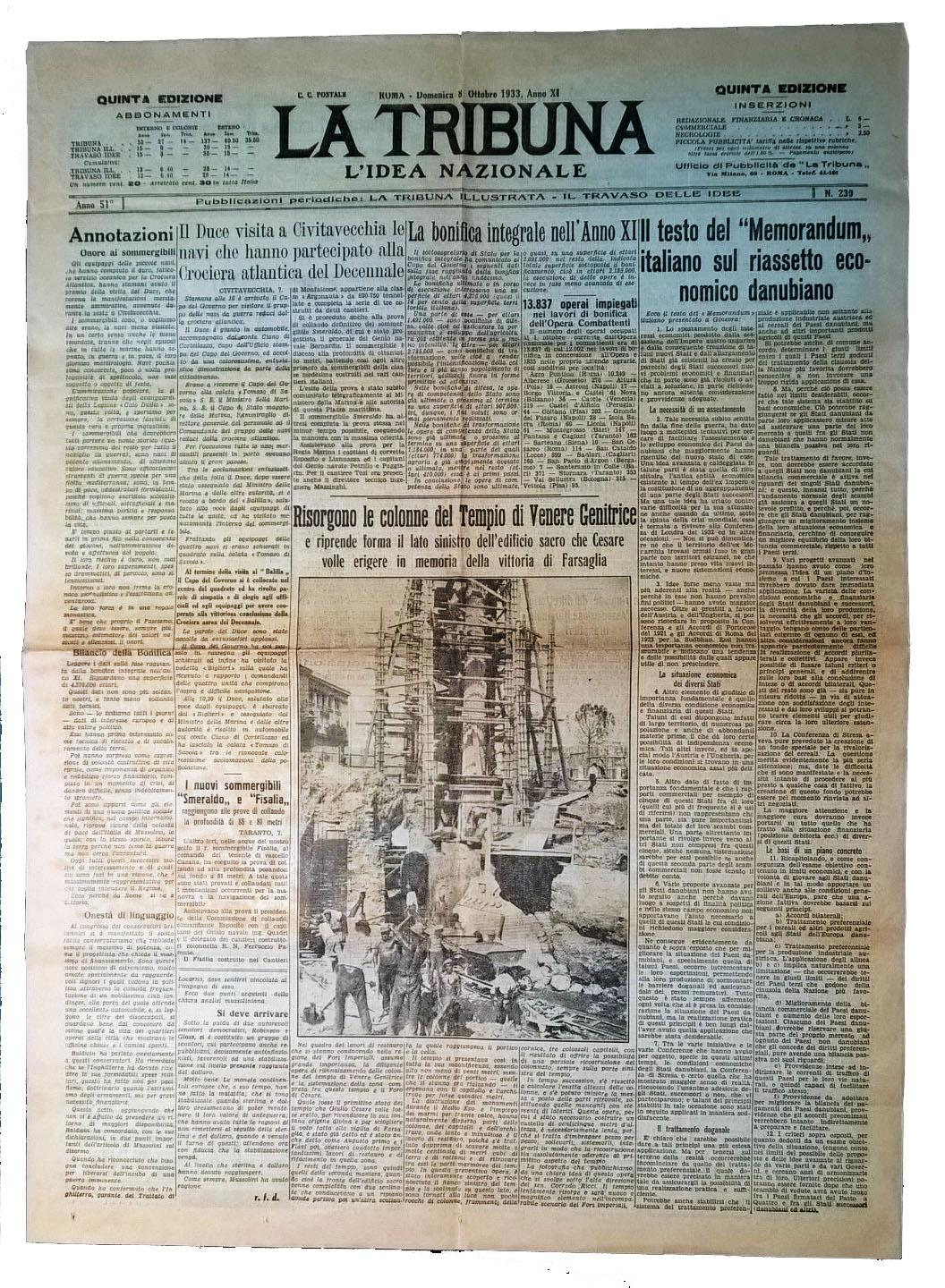
Una prima pagina della Tribuna del 1933.

Nell'ottobre 1900 la famiglia Luzzatto cedette la proprietà del giornale a una cordata di cui faceva parte il primo direttore, Luigi Roux, che tornò alla guida del giornale. La Tribuna fece una virata sul fronte politico, passando dallo schieramento anti-giolittiano al fronte giolittiano: il direttore Roux condusse il giornale su una linea di cauto appoggio al politico piemontese.
Nel 1901 venne alla luce nella capitale un quotidiano liberale di opposizione a Giolitti, Il Giornale d'Italia. Ebbe da subito un buon successo di vendite, mettendo sempre più in difficoltà il quotidiano di Roux.
Nel 1909 La Tribuna passò nuovamente di mano: fu acquistato da una cordata comprendente la Banca Commerciale Italiana di Milano ed alcuni industriali del settore siderurgico, tra cui l'Ilva di Genova. La manovra fu orchestra da Giovanni Giolitti, che voleva un giornale a lui favorevole nella capitale per controbilanciare l'avversione del Giornale d'Italia. Il nuovo direttore fu Olindo Malagodi, amico personale di Giolitti.
Sulla Tribuna degli anni dieci spiccavano i nomi, tra i collaboratori, di Gabriele D'Annunzio, Emilio Cecchi, Silvio d'Amico e Filippo Naldi. La Tribuna Illustrata reggeva il confronto con il settimanale concorrente, la Domenica del Corriere. Nel dicembre 1911 nacque il supplemento mensile Noi e il mondo, che uscì fino al 1931. Stampata in ottavo, la foliazione variò tra le 80 e le 100 pagine.
Nel 1915, in occasione dell'entrata dell'Italia nella prima guerra mondiale il quotidiano mantenne una posizione neutrale. Nello stesso anno a seguito del terremoto della Marsica diede vita ad una raccolta di fondi per realizzare un primo insediamento di baracche a Celano nel quartiere che prese il nome del quotidiano.

### Dal 1923 al 1946
Nel 1923, con l'avvento del regime mussoliniano, La Tribuna fu rilevata da un gruppo finanziario filofascista. Olindo Malagodi lasciò il giornale, la cui direzione venne assunta da Tullio Giordana.
Il 26 dicembre 1925 il quotidiano assorbì L'Idea nazionale, organo dell'Associazione Nazionalista Italiana, il cui nome venne posto sotto la testata. Il nuovo direttore fu Roberto Forges Davanzati.
Nel 1938 l'editrice de La Tribuna (che gestiva il quotidiano, il supplemento Tribuna Illustrata e il settimanale umoristico Il travaso delle idee) fu ceduta alla Confederazione fascista degli agricoltori. Nel 1942 il nuovo proprietario divenne la Banca Nazionale dell'Agricoltura. Durante gli anni '30 e '40 tenne sul quotidiano una regolare rubrica di critica letteraria, teatrale e cinematografica Arnaldo Frateili, con il cognome leggermente modificato in Fratelli.
Con la Liberazione di Roma (4 giugno 1944) le pubblicazioni del quotidiano furono sospese.
Il quotidiano tornò in edicola con una nuova testata (La Tribuna del popolo) il 6 febbraio 1945 con la direzione di Gaetano Natale, ma ebbe vita breve e chiuse il 1º dicembre 1946.

## Direttori
- Luigi Roux (26 novembre 1883 - 1887)
- Attilio Luzzatto (1887 - 12 maggio 1900) [13]
- Federico Fabbri e Luigi Mercatelli, ad interim (13 maggio-20 ottobre 1900)
- Luigi Roux, 2ª volta (21 ottobre 1900 - 7 dicembre 1910)
- Olindo Malagodi (8 dicembre 1910 - 3 dicembre 1923)
- Tullio Giordana (4 dicembre 1923 - 28 dicembre 1925)

Graditi al regime fascista
- Roberto Forges Davanzati (29 dicembre 1925 - 1º giugno 1936)[14]
  - Maurizio Maraviglia (1926-1936?), condirettore
- Umberto Guglielmotti (9 giugno 1936 - 25 luglio 1943)

Dopo la caduta del fascismo: nomina approvata dal Minculpop defascistizzato
- Giovanni Armenise (27 luglio 1943 -  14 settembre 1943)

Graditi al regime della R.S.I.
- Gerardo Puja (15 settembre - 17 dicembre 1943) [come redattore responsabile][15]
- Vittorio Curti (18 dicembre 1943 - giugno 1944)
- Sospeso per deliberazione dell'Allied Publication Board anglo-americano il 7 giugno 1944, le pubblicazioni riprendono il 6 febbraio 1945 con la testata «La Tribuna del Popolo».
- Gaetano Natale (6 febbraio 1945 - 1º dicembre 1946)